# Вестгренит
Вестгренит (Bi,Ca)(Ta,Nb)2O6(OH) – минерал класса оксидов и гидрооксидов. Назван по имени профессора Вестгрена, впервые синтезировавшего BiTa2O6F
Кубическая сингония, параметр ячейки 1,048 нм: Z = 8. Изоструктурен с пирохлором. Излом неровный. Твердость 5. Удельный вес около 6,5. Цвет желтый, розовый, бурый. Блеск тусклый смоляной. Изотропен.
Химический состав: Li2O – 0,25%; Na2O – 0,08%; K2O – 0,09%; CaO – 1,46%; SrO – 0,92%; FeO + MnO – 0,22%; Al2O3 - 0,8%; Bi2O3 - 40,4%; Si2O – 0,36%; Nb2O5 - 5,65%; Ta2O5 - 45,49; H2O+ - 4,16%; H2O- - 0,04%; сумма 99,92%.
Нерастворим в кислотах. Не плавится.
Наблюдается в литиевом пегматите Вампево в Уганде, где образовался за счет бисмутотантала.